# Iglesia de Santiago Apóstol (Garciaz)
La iglesia de Santiago Apóstol es un templo parroquial católico situado en el municipio español de Garciaz, en la provincia de Cáceres.

## Descripción

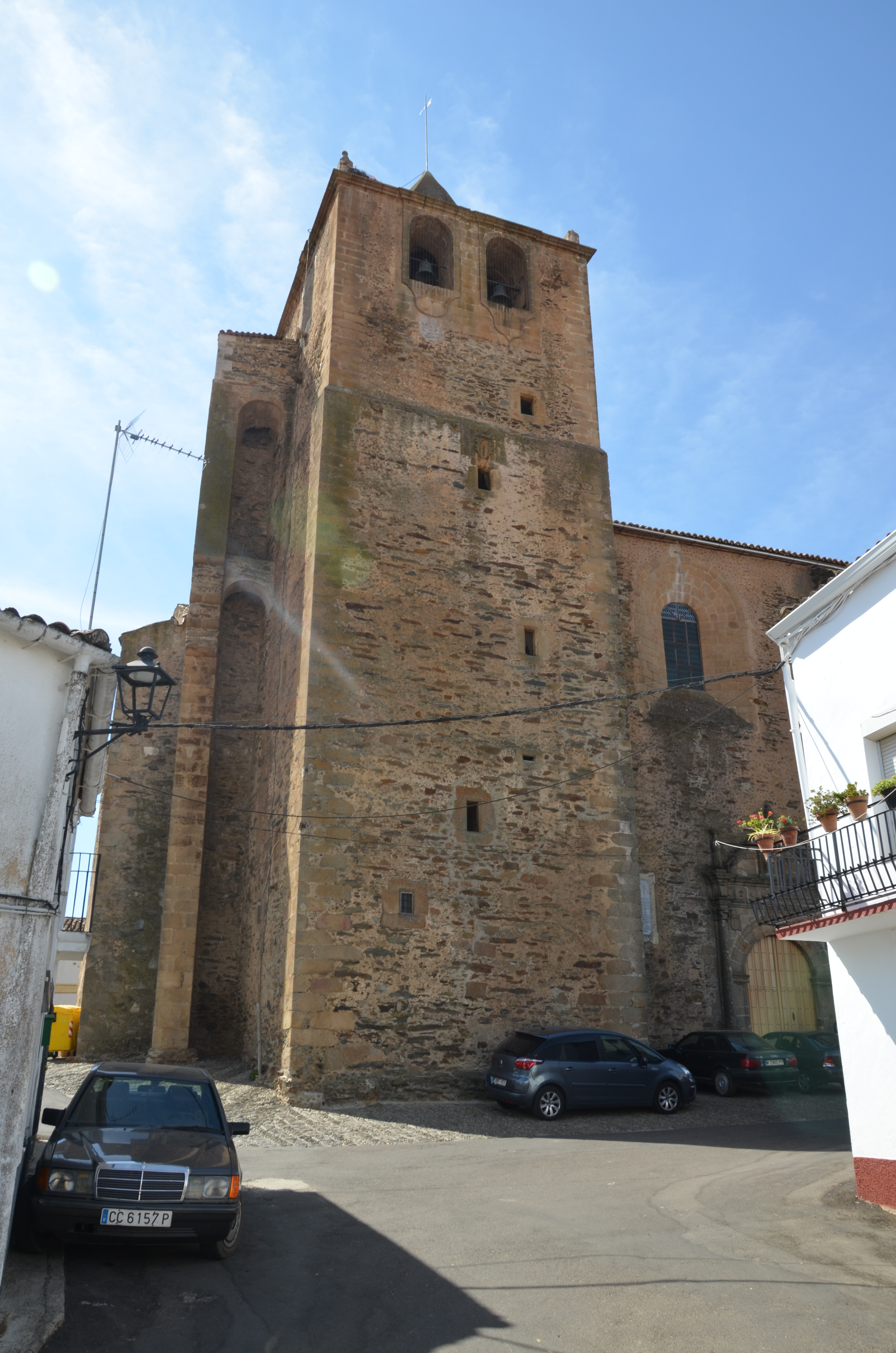
Vista de la torre.

Se encuentra situada en la zona más elevada de la localidad española de Garciaz, en la provincia de Cáceres. Constituye el monumento más destacado de la localidad. Realizada a instancias del obispo de Plasencia Gutierre de Vargas Carvajal, quien mediante una escritura otorgada en Jaraicejo el 30 de enero de 1545 encargó la obra al maestro trujillano Sancho de Cabrera. La iglesia se construye con fábrica de mampostería y pizarra, con sillería en las esquinas, contrafuertes y recerco en los vanos. En su interior consta de una sencilla cabecera de fines del siglo XV a la que se adosa en el año 1545 una nave de tres tramos con arcos fajones descansados sobre ménsulas y bóveda de crucería de terceletes; en cuyo primer tramo está el escudo del Obispo Gutiérrez de Carvajal. Las capillas laterales, la sacristía y el baptisterio se cubren con bóveda de cañón de sillería. El coro se sitúa a los pies del templo con bóveda de crucería y el escudo del Obispo Enrique Enríquez. 
En su interior conserva piezas de gran valor artístico como el altar de la Virgen del Rosario realizado en azulejería talaverana de comienzos del siglo XVII y que tiene un bello panel sobre La Anunciación (posiblemente realizado por alguien de la escuela de Juan Flores); la imagen de Santa Ana del siglo XVI; un busto del Ecce Homo; y la imagen del Cristo de la Salud.
En el exterior tiene tres portadas de acceso. Las dos laterales son del siglo XVI, el vano formado por columnas de capitel jónico sobre plinto y coronadas por arco de medio punto. La decoración está formada por conchas, rosetas y escudos del Obispo Gutierre Vargas de Carvajal, rematadas por un frontón triangular coronado con flameros que aloja una pequeña imagen. La puerta de los pies es de finales del siglo XVI, de gusto manierista, está formada por arco de medio punto y sillares almohadillados. La torre-campanario, adosada al presbiterio en la parte del evangelio, presenta un curioso aditamento, aloja el escudo del Obispo Ponce de León, y los vanos de las campanas, se corona con cuatro pináculos en cada esquina con remate piramidal. Está declarada como 
Monumento Histórico Artístico de interés provincial y Bien de Interés Cultural.